# Valdelageve
Valdelageve ist eine kleine westspanische Gemeinde (municipio) in der Provinz Salamanca in der Autonomen Gemeinschaft Kastilien-León. Sie befindet sich etwa 19 Kilometer westlich von der Stadt Béjar. 2024 hatte die Gemeinde 67 Einwohner.

## Geographie
Die Fläche der Gemeinde beträgt 16,35 km². Außerhalb des Ortes ist die Gemeindefläche so gut wie nicht bebaut und besteht aus Obstplantagen, ungenutzten Waldflächen und Gestrüpp.

## Bevölkerungsentwicklung
Wie die meisten anderen Gemeinden in der Region erlebte auch Valdelageve in der zweiten Hälfte des 20. Jahrhunderts einen starken Bevölkerungsrückgang, der bis heute andauert. Im Jahr 2022 waren nur noch 66 der einstigen 282 Einwohner im Jahr 1940 übrig.
| Jahr      | 1900 | 1910 | 1940 | 1970 | 1991 | 2000 | 2017 |
| Einwohner | 220  | 204  | 282  | 197  | 151  | 127  | 74   |

## Bauwerke
- Kirche San Fabián und San Sebastián